# Frontera entre Moçambic i Eswatini
La frontera entre Moçambic i Eswatini separa l'extrem sud-oest de Moçambic s'estén en sentit nord-sud per 105 km entre dos trifinis Eswatini-Moçambic-Sud-àfrica. La frontera de l'enclavament d'Eswatini amb Sud-àfrica va ser definida en 1881, en l'àmbit de la declaració del domini britànic sobre el Transvaal fins a la independència de l'antigament anomenada Swazilàndia en 1968.
La demarcació de la frontera comença en el triangle de la frontera nord amb Sud-àfrica, l'anomenat Beacon Mpundweni a Namaacha. A partir d'aquí, el límit cap al sud, la cruïlla del riu Umbeluzi, al llarg de les muntanyes Lebombo al triangle fronterer sud a Abercorn, a la deriva del riu Lusutfu (més tard anomenat riu Maputo).

## Passos fronterers
Hi ha dos passos fronterers oficials entre els dos països. A la cruïlla de la frontera sud, a Goba, també travessa la frontera la línia de ferrocarril Linha de Goba.
| Moçambic  | Moçambic      | Swazilàndia | Swazilàndia   | Notes         | Coordenades                                          |
| Carretera | Pas fronterer | Carretera   | Pas fronterer | Notes         | Coordenades                                          |
| --------- | ------------- | ----------- | ------------- | ------------- | ---------------------------------------------------- |
| EN2       | Namaacha      | MR3         | Lomahasha     | Oberta sempre | 25° 59′ 22″ S, 31° 59′ 59″ E / 25.98950°S,31.99976°E |
| EN3       | Goba          | MR7         | Mhlumeni      | Obert sempre  | 26° 15′ 27″ S, 32° 05′ 06″ E / 26.25738°S,32.08500°E |